# Franska öppna 2018
Franska öppna 2018 var en Grand Slam-turnering i tennis som spelades mellan den 27 maj och den 10 juni på Stade Roland Garros i Paris. Turneringen var den 117:e i ordningen. I tävlingen deltog seniorspelare i singel, dubbel och mixed dubbel samt juniorer och rullstolsburna i singel och dubbel.

## Segrare

### Seniorer

#### Herrsingel
- Rafael Nadal

#### Damsingel
- Simona Halep

#### Herrdubbel
- Pierre-Hugues Herbert /  Nicolas Mahut

#### Damdubbel
- Barbora Krejčíková /  Kateřina Siniaková

#### Mixed dubbel
- Latisha Chan /  Ivan Dodig

### Juniorer

#### Pojksingel
- Tseng Chun-hsin

#### Flicksingel
- Cori Gauff

#### Pojkdubbel
- Ondřej Štyler /  Naoki Tajima

#### Flickdubbel
- Caty McNally /  Iga Świątek

### Rullstolsburna

#### Herrsingel
- Shingo Kunieda

#### Damsingel
- Yui Kamiji

#### Herrdubbel
- Stéphane Houdet /  Nicolas Peifer

#### Damdubbel
- Diede de Groot /  Aniek van Koot